# Into the Fire (canción de Asking Alexandria)
«Into the Fire» es el primer sencillo oficial de Asking Alexandria del quinto álbum homónimo Asking Alexandria. Es el primer sencillo de la banda que presenta al vocalista principal Danny Worsnop desde su salida en 2015 y más tarde regresó en octubre de 2016 después de la salida oficial del exvocalista Denis Stoff. Fue lanzado el 21 de septiembre de 2017 a través de Sumerian Records. Fue el tema principal del evento de WWE NXT TakeOver Philadelphia 2018.

## Lista de canciones
1st versión de descarga digital
| Digital download – 1st version |                              |          |  |
| N.º                            | Título                       | Duración |  |
| 1.                             | «Into the Fire»              | 3:58     |  |
| 2.                             | «Into the Fire» (Radio Edit) | 3:30     |  |

2nd versión de descarga digital
| Digital download – 2st version |                                    |          |  |
| N.º                            | Título                             | Duración |  |
| 1.                             | «Into the Fire»                    | 3:58     |  |
| 2.                             | «Into the Fire» (Versión acústica) | 3:28     |  |
| 3.                             | «Into the Fire» (Radio Edit)       | 3:30     |  |

## Personal

### Asking Alexandria
- Danny Worsnop: voz principal
- Ben Bruce: guitarra líder
- Cameron Liddell: guitarra rítmica
- Sam Bettley: bajo
- James Cassells: batería

### Producción
- Matt Good: productor, mastering, mixing, ingeniero